# Davidina magnidens
Davidina magnidens är en spindelart som först beskrevs av Schenkel 1963.  Davidina magnidens ingår i släktet Davidina och familjen hoppspindlar. Inga underarter finns listade i Catalogue of Life.